# سيندي غرينير
سيندي غرينير (بالإنجليزية: Cindy Greiner)‏ هي لاعبة قفز طويل أمريكية، ولدت في 15 فبراير 1957 في سان دييغو في الولايات المتحدة.

## وصلات خارجية
- سيندي غرينير على موقع الاتحاد الدولي لألعاب القوى (الإنجليزية)
- سيندي غرينير على موقع اللجنة الأولمبية الدولية (الإنجليزية)
- سيندي غرينير على موقع أوليمبيديا (الإنجليزية)
- سيندي غرينير على موقع قاعة داكوتا الجنوبية للمشاهير الرياضية (الإنجليزية)